# Ніті Моган
Ніті Моган (гінді नीति मोहन, англ. Neeti Mohan) — індійська співачка. Співає переважно у болівудських фільмах на гінді, але також виконує пісні іншими індійськими мовами: тамільською, телугу, каннада, бенгальською, маратхі, пенджабською та англійською мовою.